# 劉嘉遇
劉嘉遇（1578年—1633年），字時隆，号鼎衡，山東東昌府臨清州丘縣人，明朝政治人物。

## 生平
劉嘉遇是萬曆三十一年（1603年）癸卯科舉人，萬曆四十一年（1613年）癸丑科進士，出任偃師縣知縣，釋放被冤枉的三十多人。升任户部主事，請求外任看望父母，很快父親就去世了；服闋後補任兵部武库司主事，監督山海关军需及查催天津卫船只，屡有勋绩。升官本部职方司员外郎未任，轉升职方协理清册郎中。
崔呈秀夺情为兵部尚书，劉嘉遇說：「不祥之身，怎可以突然升任枢密！」令對方憤恨，但他怡然而處，適逢明熹宗駕崩得免禍。崇禎四年（1631年）他任職陕西參政，升為山西按察使；五年（1632年）五月卻降为山西副使，怀隆兵备道。次年去世，年五十六。

## 家族
曾祖劉憲。祖父劉三聘。父劉韶，寿官。

## 引用
1. ↑  《萬曆四十一年癸丑科進士履歷》：劉嘉遇，鼎衡，诗二房，乙酉七月二十七日生。丘县人，癸卯鄉試十名，会试二百二十三名，三甲一百四十二名。礼部政，甲寅授偃師知縣，戊午本省同考，己未升户部山西司主事，庚申十二月丁憂，癸亥補武选司主事，丁卯升员外，升湖廣付使，庚午升陕西參政，辛未升山西按察使，壬申降怀来道付使。
2. ↑  《山西通志》
3. ↑  崇禎五年五月，甲寅降山東按察使劉嘉遇為山西副使。
4. ↑  光祿寺少卿徐楠為撰《明按察使鼎衡劉公暨元配張宜人合葬墓志銘》，崇禎七年狀元劉理順《劉文烈公全集》卷十二載有《山西按察使鼎衡劉公暨元配張宜人墓碑》：闻流寇猖獗，遂殚力战守三阅月，而心血耗落。以陕邮符诖误，降二级，即欲以病乞休。当事者以边才举，调补怀隆兵备道，抱病赴事，呕血数升而殒。生于万历六年（1578）七月二十七日子时，卒于崇祯六年（1633）二月初三日戌时，享年五十六岁。